# ميخائيل كارثيلين
ميخائيل كارثيلين هو لاعب كرة قدم إكوادوري في مركز الوسط، ولد في 13 أبريل 1997 في إيبارا في الإكوادور.

## وصلات خارجية
- ميخائيل كارثيلين على موقع قاعدة بيانات كرة القدم.إي يو (الإنجليزية)
- ميخائيل كارثيلين على موقع ناشيونال فوتبول تيمز (الإنجليزية)
- ميخائيل كارثيلين على موقع Soccerway.com (الإنجليزية)
- ميخائيل كارثيلين على موقع عالم كرة القدم.نت (الإنجليزية)